# Miami Gatos 1972
Questa pagina raccoglie i dati riguardanti i Miami Gatos nelle competizioni ufficiali della stagione 1972.

## Stagione
I Gatos nacquero dallo spostamento della franchigia dei Washington Darts a Miami, Florida. La squadra venne affidata a Salvatore De Rosa, che lasciò l'incarico a metà giugno 1972 per dei problemi occorsegli con un calciatore in rosa. La squadra venne affidata al general manager Norman Sutherland e poi alla coppia di giocatori Billy Fraser e Guillermo Fleming.
Il cambio di allenatore non comportò miglioramenti nel rendimento della squadra, che concluse il torneo al quarto ed ultimo posto nella Southern Division. Miglior marcatore della squadra fu il trinidadiano Warren Archibald con sei reti.
I Gatos furono la prima franchigia calcistica a ingaggiare un calciatore tramite draft, ovvero il difensore Alain Maca.

## Organigramma societario
Area direttiva
- General Manager: Norman Southerland

Area tecnica
- Allenatore: Salvatore De Rosa, Norman Sutherland, Billy Fraser e Guillermo Fleming

## Rosa
| N. |                              | Ruolo | Calciatore        |
| -- | ---------------------------- | ----- | ----------------- |
| 0  | Perù (bandiera)              | P     | Tony Tirado       |
| 1  | Brasile (bandiera)           | P     | Paulo Dias        |
| 2  | Perù (bandiera)              | D     | William Ramirez   |
| 2  | Perù (bandiera)              | D     | Guillermo Fleming |
| 3  | Ecuador (bandiera)           | D     | Luciano Macías    |
| 4  | Ecuador (bandiera)           | D     | Vicente Lecaro    |
| 5  | Ghana (bandiera)             | D     | Willie Evans      |
| 6  | Scozia (bandiera)            | D     | Frank Donlavey    |
| 7  | Trinidad e Tobago (bandiera) | C     | Warren Archibald  |
| 8  | Trinidad e Tobago (bandiera) | A     | Leroy DeLeon      |
| 9  | Ecuador (bandiera)           | A     | Jaime Delgado     |

| N. |                           | Ruolo | Calciatore        |
| -- | ------------------------- | ----- | ----------------- |
| 9  | Brasile (bandiera)        | A     | Valdemar Esgalha  |
| 10 | Scozia (bandiera)         | C     | Billy Fraser      |
| 11 | Brasile (bandiera)        | A     | Eletelba da Silva |
| 12 | Inghilterra (bandiera)    | C     | Dave Metchick     |
| 13 | Argentina (bandiera)      | C     | Roberto Aguirre   |
| 14 | Cuba (bandiera)           | D     | Rafael Argüelles  |
| 15 | Stati Uniti (bandiera)    | D     | Alain Maca        |
| 16 | Stati Uniti (bandiera)    | A     | Jorge Tavera      |
|    | Paraguay (bandiera)       | A     | Nelson Brizuela   |
|    | non conosciuta (bandiera) | D     | Miguel Sanchez    |